# Wadi Avedji
Wadi Avedji este un curs de apă, afluent al râului Khabur în nord-estul Siriei.